# 萧锐 (南齐)
蕭锐（476年—494年11月7日），字宣毅，齊高帝萧道成第十五子。

## 生平
齊武帝永明元年正月壬戌（483年2月5日），封南平王。永明七年（489年），出任散骑常侍，寻领骁骑将军。永明八年（490年），改任左民尚书。蕭锐上朝勤谨，未尝以疾请假，受到了齊武帝的赞赏。永明十年正月戊午（492年2月14日），改任持节、都督湘州诸军事、南中郎将、湘州刺史。永明十一年（493年），进号前将军。
延兴元年九月乙未（494年11月7日），蕭锐被宣城郡公萧鸞所杀，时年十九岁。晋熙王萧銶、宜都王萧铿也同时被杀。

## 家庭

### 母
李美人，萧道成的妾室，在刘宋元徽四年（476年）生萧锐，萧道成建立齐朝後被拜为美人。

### 子
蕭銳有子，在蕭銳被殺後被剝奪宗室屬籍。齊明帝於建武元年（494年）十月篡位，於十一月恢復蕭銳之子的宗室屬籍，並封侯。

## 延伸阅读
[在维基数据编辑]
 《南齊書·卷35》，出自萧子显《南齊書》
 《南史/卷43》，出自李延壽《南史》